# Jastrow
Jastrow – niemieckie nazwisko od miejscowości Jastrów, miasta w Prusach.

## Znane osoby noszące to nazwisko
- Ignaz Jastrow (1856–1937) – niemiecki prawnik, historyk i polityk;
- Joseph Jastrow (1863–1944) – amerykański psycholog;
- Markus Jastrow (1829–1903) –  warszawski rabin postępowy, kaznodzieja, prawnik, działacz;
- Robert Jastrow (1925–2008) – amerykański astronom, fizyk i kosmolog.